# Амфібіонти

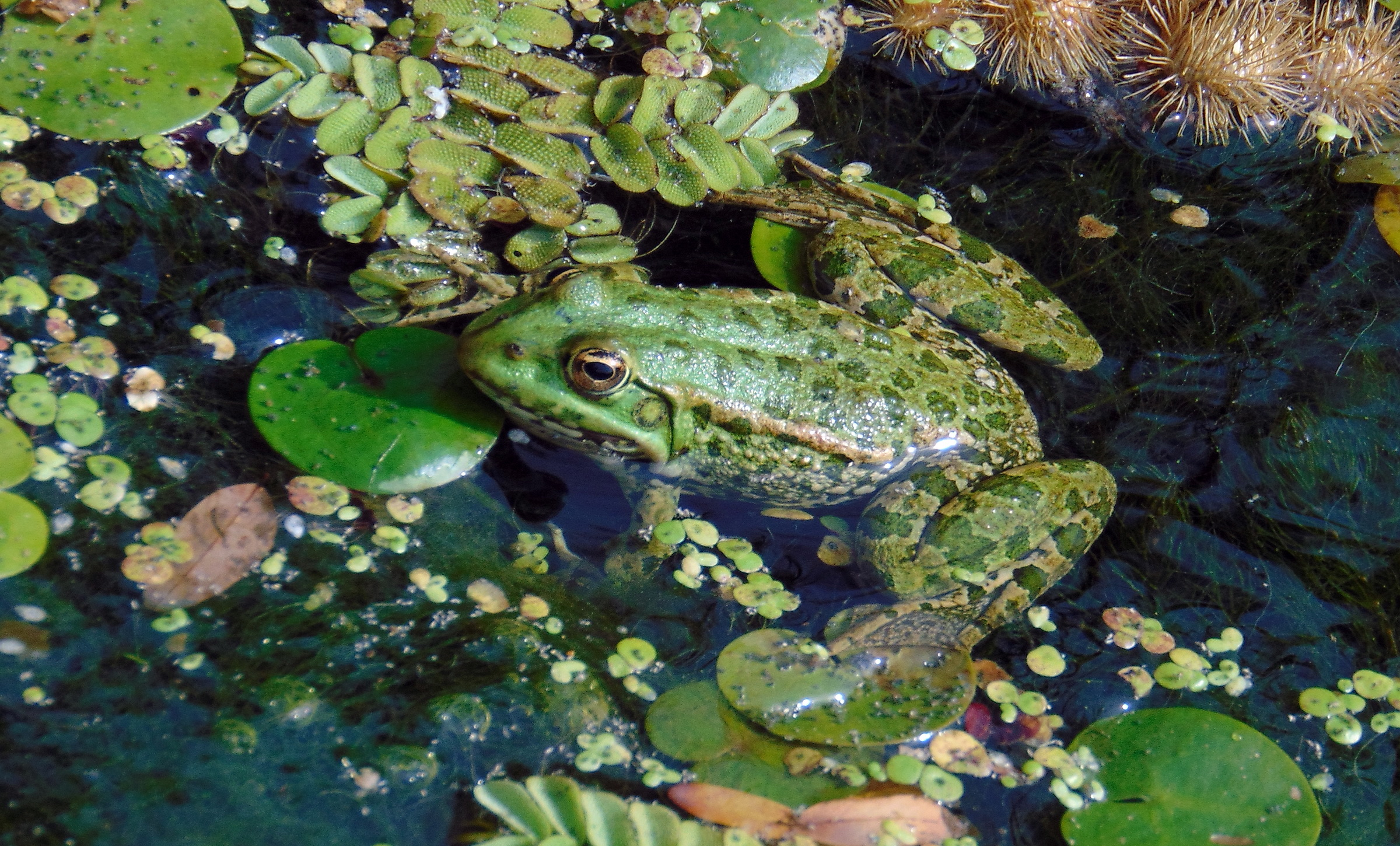
Жаба озерна

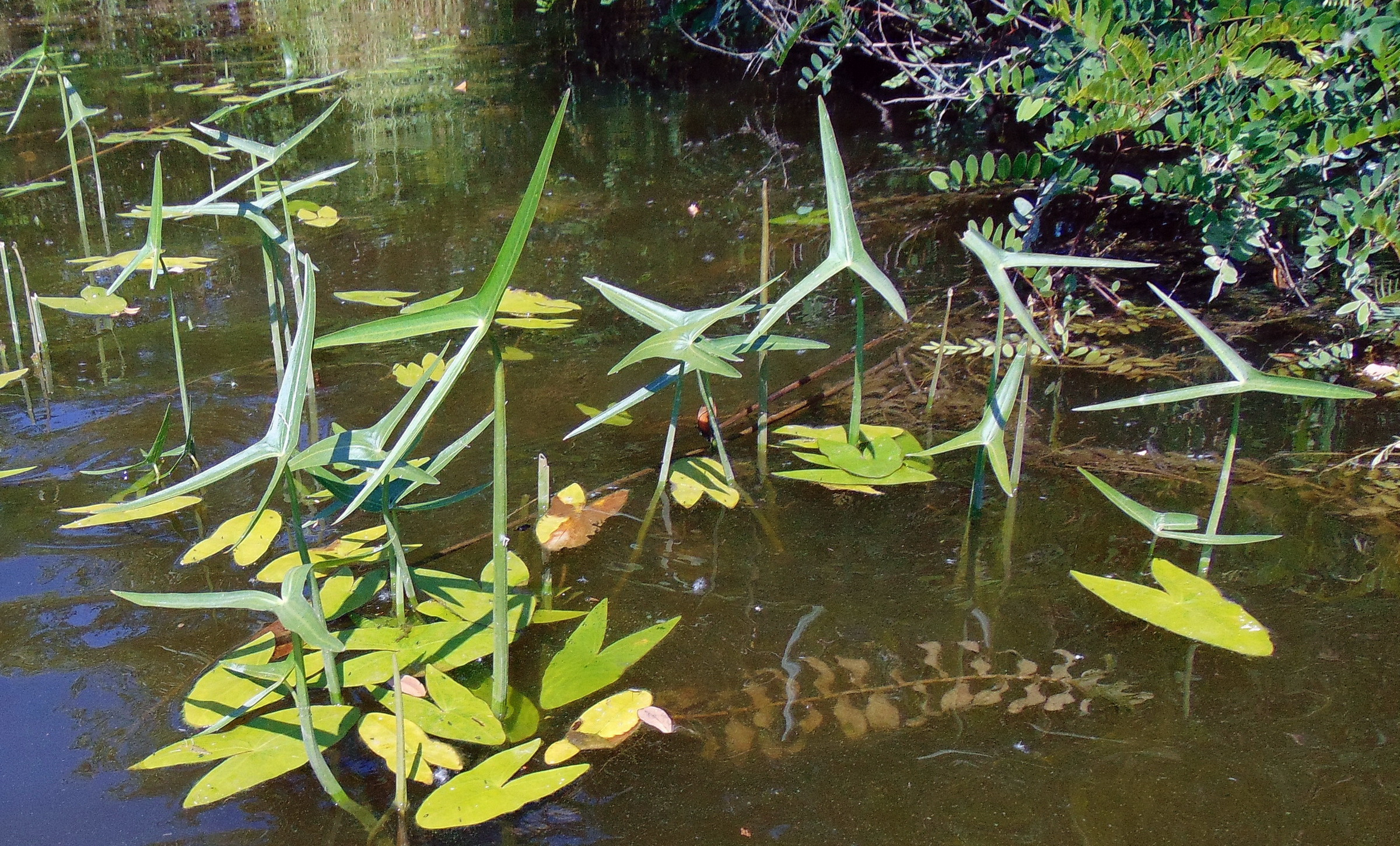
Стрілолист звичайний

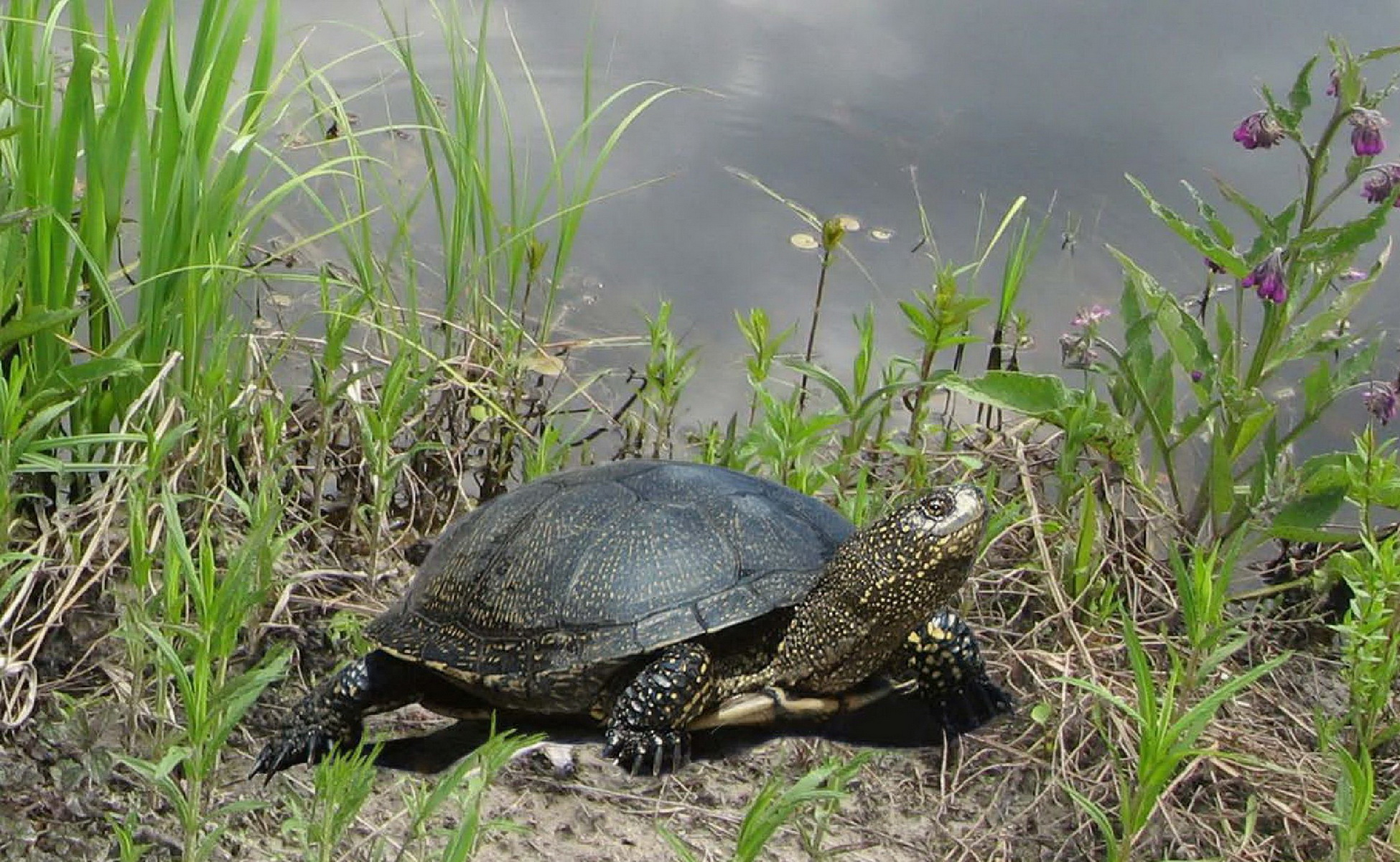
Черепаха болотна

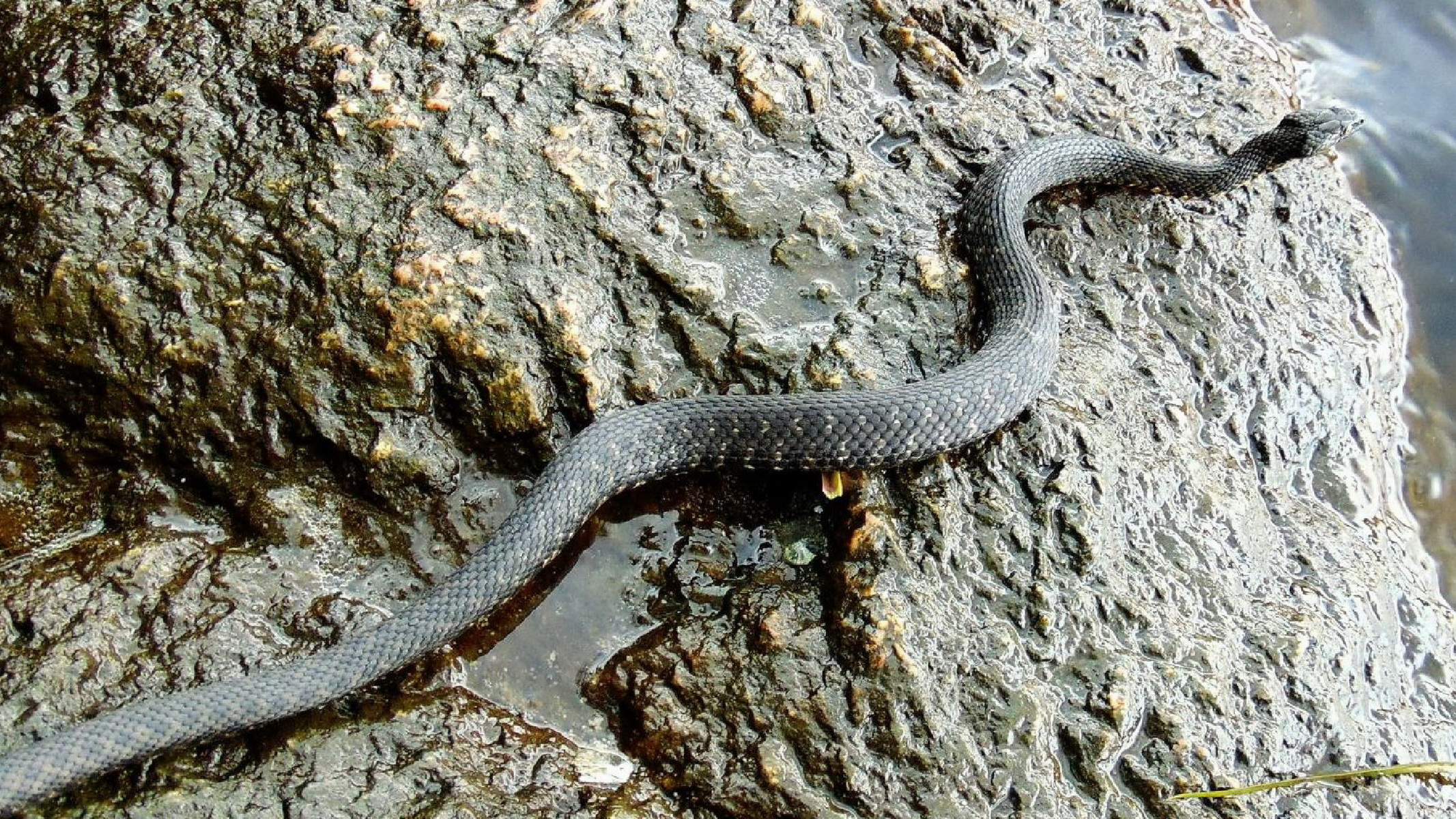
Вуж водяний

Амфібіонти (від грец. amphi — навколо, біля, з обох сторін + грец. biōn, род. відм. biōntos — той, хто живе) — організми (біонти), які живуть в одних фазах розвитку (зазвичай — личиночних) у воді, а в інших — на суші.

## Визначення. Приклади
До амфібіонтів належать організми, розвиток яких у різних стадіях розвитку проходить у різних середовищах. Класичним прикладом є земноводні (амфібії). Розвиток їх личинок (пуголовків) відбувається у воді. Вони дихають розчиненим у воді киснем за допомогою зябрів, що характерно для водяних тварин (гідробіонтів). У результаті метаморфозу у молодих амфібій з'являються пристосування до існування у повітряно-наземному середовищі (легені, чотири кінцівки і т. ін.) і вони переходять до наземного або напівводяного (як вторинноводні тварини) способу життя (як аеробіонти).
До амфібіонтів відносяться також окремі групи комах, личинки яких розвиваються у воді, а дорослі особини (імаго) живуть у повітряно-наземному середовищі (бабки, одноденки, волохокрильці, деякі твердокрилі та двокрилі).
Іноді термін «амфібіонт» трактують більш широко і до амфібіонтів відносять організми, пристосовані до життя як у воді, так і на суші (чи у повітряному середовищі), наприклад, ряд водних рослин (стрілолист, жовтець водяний та ін.), мешканців літоралі і мангрів. З цього погляду, до амфібіонтів можна також віднести: 1) прісноводних і морських черепах, ящірок, змій та крокодилів, розвиток яєць яких відбувається на суші, а інше життя — в основному у воді; 2) прісноводних (хохуля, бобер, видра) і морських (ластоногі, калан) ссавців і птахів (пінгвінові), які виводять молодь на суші, але значну частину життя проводять у воді.